# Kalenderjaar
Een kalenderjaar is een tijdsinterval van precies één jaar volgens de gebruikte kalender. Het kalenderjaar begint met de Nieuwjaarsdag van de betreffende kalender en eindigend met de dag voorafgaand aan de volgende Nieuwjaarsdag. Men kan een kalenderjaar aanduiden met een jaartal.

## Gregoriaanse kalender en bijbehorende ISO-weekkalender
In de gregoriaanse kalender, die in een groot deel van de wereld wordt gebruikt, begint een kalenderjaar, ook burgerlijk jaar geheten, op 1 januari (Nieuwjaar), en duurt het tot en met de daaropvolgende Oudejaarsdag (31 december). Dat is niet altijd zo geweest. In de middeleeuwen werden verschillende kalenders gebruikt, die op 1 januari, 1 maart, 25 maart (feest van Maria-boodschap), Paaszaterdag, 1 september of 25 december (Kerstmis) konden beginnen. Het zogenaamde "paasjaar" (beginnend op Paaszaterdag) was het meest gebruikelijk in het grootste deel van Frankrijk, het hertogdom Brabant, het bisdom Luik (ca. 1230-1333), het aartsbisdom Keulen (tot 1310) en het bisdom Utrecht (tot 1313). In het bisdom Luik werd in 1333 het "kerstjaar" (beginnend op 25 december), na een onderbreking van een eeuw, heringevoerd.
Het woord kalenderjaar wordt veel gebruikt door de overheid, zoals in wetten en vergunningen en bij belastingheffing. Zo wordt extra duidelijk dat het jaar niet op een willekeurige dag begint, zoals op iemands verjaardag.
Een kalenderjaar loopt niet parallel met een kerkelijk jaar, schooljaar of academisch jaar. Deze zijn in het algemeen korter dan een heel jaar (zomervakanties worden bijvoorbeeld niet meegerekend). Verder is er individueel het levensjaar (in het kader van statistieken over groepen mensen ook wel leeftijdsjaar genoemd).
Het andere type jaar dat gebruikt wordt in samenhang met de gregoriaanse kalender is het weekjaar. Dienovereenkomstig onderscheidt men het gregoriaanse kalenderjaar(tal) en de gregoriaanse kalenderjaartelling enerzijds, en het (ISO-)weekjaar(tal) en de (ISO-)weekjaartelling anderzijds. Rond een jaarwisseling zijn er maximaal drie dagen waarvan het weekjaartal afwijkt van het kalenderjaartal.

## Duur van het kalenderjaar
Vaak is een kalenderjaar een periode van ongeveer een zonnejaar. Het kalenderjaar bestaat in veel kalenders uit een geheel aantal maanden.
Een gregoriaans kalenderjaar duurt 365 of (bij een schrikkeljaar) 366 dagen.
Bij de meeste pure maankalenders is een kalenderjaar steeds 12 maanmaanden, dat is 11 dagen korter dan een zonnejaar. Bij een  lunisolaire kalender zijn de meeste kalenderjaren 12 maanmaanden, maar zijn ook veel kalenderjaren 13 maanmaanden, zodanig dat een kalenderjaar gemiddeld ongeveer een zonnejaar is.